# Nuits de Pigalle
Pour plus de détails, voir Fiche technique et Distribution.
Nuits de Pigalle est un film français réalisé par Georges Jaffé, sorti en 1959.

## Fiche technique
- Titre : Nuits de Pigalle
- Réalisation : Georges Jaffé
- Scénario : Georges Jaffé et Zadoc Monteil, d'après la nouvelle Sa Majesté Arsène
- Dialogues : Georges Jaffé
- Photographie : Gérard Perrin
- Son : Pierre-Henri Goumy
- Décors : Louis Le Barbenchon
- Musique : Albert Raisner
- Montage : André Brossier
- Sociétés de production : Joëlle Films - Les Films Jean-Charles Carlus
- Tournage : du 23 octobre au 20 novembre 1958
- Pays d'origine :  France
- Durée : 82 minutes
- Date de sortie : France, 20 mai 1959.

## Distribution
- Danielle Godet : Annie Pervenche
- Roland Armontel : Arsène
- Yves Deniaud : Boursier
- Chérie-Lyne : Rita Ramage
- Antonin Berval : Bob
- Roméo Carles : l'Émir
- Georgette Anys : la Maharanée
- Denise Carvenne : la cliente
- Fernand Gilbert : le tueur.